# Ivan Horvat (balonmanista)
Ivan Horvat (Bolzano, 17 de febrero de 1993) es un jugador de balonmano croata que juega como central en el Alpla HC Hard y fue internacional con la selección de balonmano de Croacia.

## Palmarés

### Alpla HC Hard
- Liga de Austria de balonmano (1): 2021
- Copa de Austria de balonmano (1): 2023
- Supercopa de Austria de balonmano (3): 2019, 2021, 2023

## Clubes
- RK Bjelovar ( -2013)
- GRK Varazdin (2013-2016)
- SG Flensburg-Handewitt (2016-2018)
- Alpla HC Hard (2018-Act.)